# Natuurbrug Heidenatuurpark
De Natuurbrug Heidenatuurpark is een ecoduct in Zuid-Limburg in de Nederlandse gemeente Landgraaf die de Brandenberg en de Duitse Teverener Heide aan weerszijden van de Europaweg-Noord met elkaar verbindt.

## Geschiedenis
In januari 2021 werd de aanleg van de natuurbrug voltooid.

## Naamgeving
De naam van het ecoduct verwijst naar het Heidenatuurpark, een grensoverschrijdend natuurpark in Nederland en Duitsland.

## Ecologische verbinding
Door de aanleg van de natuurbrug zijn de 30 hectare van de Brandenberg en de 450 hectare van de Teverener Heide met elkaar verbonden tot een natuurlijke eenheid. Samen met de Natuurbrug Feldbiss die over de Buitenring Parkstad Limburg (N300) is aangelegd vormt de Teverener Heide, via de Brandenberg samen met de Brunssummerheide een groot uitgestrekt grensoverschrijdend reservaat van meer dan 2000 hectare: het Heidenatuurpark.